# Бад Райхенхал
Бад Райхенхал (на немски: Bad Reichenhall) е град в окръг Берхтесгаденер Ланд, административен окръг Горна Бавария, провинция Бавария, Германия. Историята му е обусловена от добива на сол, който е бил основният поминък на града в продължение на векове. Бад Райхенхал е курорт, град на изворите и на солните бани. През 2001 г. градът е избран за алпийски град на годината.

## История
Първите заселници на региона около Бад Райхенхал пристигат през Бронзовата епоха (ок. 1800 пр.н.е.). В днешния квартал Карлщайн в средата на Бронзовата епоха се намира надрегионален културен център. Той е бил винаги населен, като по време на келтите от ок. 150 до 15 г. пр.н.е. е бил важен културен център. Римляните построяват село, а в днешния квартал Марцол и вилен комплекс.
Доказано от началото на Средновековието, но вероятно познати от преди новата ера, залежите на сол са основният поминък на населението. В края на VII и началото на VIII век баварският херцог Теодо II подарява на залцбургския епископ Руперт една трета от райхенбахските солници. По този начин античният град Иувавум придобива влияние и новото си име – Залцбург (Залц – сол). Икономическото значение на Райхенхал остава важно до края на Средновековието, тъй като градът има монопол върху производството на сол.
През 1159 г. населеното място за първи път е упоменато като град. През 12 век градът се намира в икономическия и финансовия си зенит, което си личи до днес по романтичните строежи (базиликата св. Зено, църквата на Егиди и Николай, Грутенщайн и градските стени). През 1196 г. градът е разрушен от залцбургския архиепископ, а разработването на солниците на Берхтесгаден водят до разрушаване на монопола му.
През следващите векове солниците биват управлявани зле, поради което в края на 15 век баварският херцог ги купува и модернизира.
Поради ежедневното ползване на огън за добив на сол градът бива опожаряван няколкократно. Позицията му на граничен град до Залцбург води до чести войни и разрушения. Въпреки това средновековният вид на града – градската стена със замъка над нея и църквите и капелите под него – остават запазени до голям пожар от 1834 г. Три четвърти от града е построен отново след пожара. Крал Лудвиг I поръчва това на отлични архитекти като фон Гертнер и Олмюлер. От 1846 г. градът е курорт, което му помага да не се превърне в индустриален град.
От средата на 20-те години на XX век нова строителна дейност (летище, нови солници, лифт, болница) води до икономическо развитие на града. Преди 1914 г. над 50% от гостите на града са чужденци. В годините между двете световни войни и особено по време на управлението на нацистите Бад Райхенхал губи голяма част от чуждестранните си гости. В последните дни на Втората световна война градът е бомбардиран от Съюзниците поради това, че се намира на влаковата линия към Берхтесгаден.
При възстановяването след войната градът се разширява, като до 1978 г. към него се добавят общините Св. Зено, Карлщайн и Марцол. В началото на XXI век градът е балнеолечебен център, особено за болести на дихателните пътища.

## География
Площта на Бад Райхенхал е 4192 хектара.

## Население
Населението на града към 31 декември 2012 г. е 17 101 жители.

## Политика
От 1 май 2006 г., преизбран на 16 март 2014 г. (край на мандата – 30 април 2020 г.), кмет на града е д-р Херберт Лакнер от ХСС.

## Забележителности
- Забележителности в Бад Райхенхал
- Фонтанът на св. Флориан
- Старата кралска курортна къща
- Замъкът Марцол
- Старата солница
- Старото кметство